# Liste der Naturschutzgebiete im Landkreis Schaumburg
Im Landkreis Schaumburg gibt es 20 Naturschutzgebiete (Stand Februar 2017).
| Name des Gebietes          | Bild           | Kennung | WDPA      | Landkreis / Stadt                                         | Beschreibung / Bemerkungen | Standort | Fläche in Hektar | Jahr der Verordnung |
| -------------------------- | -------------- | ------- | --------- | --------------------------------------------------------- | -------------------------- | -------- | ---------------- | ------------------- |
| Aher Kämpe                 | weitere Bilder | HA 023  | 81253     | Landkreis Schaumburg                                      |                            | Position | 27,49            | 1951                |
| Alte Tongrube Borstel      |                | HA 067  | 81268     | Landkreis Schaumburg                                      |                            | Position | 6,52             | 1983                |
| Alter Steinbruch Liekwegen |                | HA 212  | 555514022 | Landkreis Schaumburg                                      |                            | Position | 22,00            | 2010                |
| Auenlandschaft Hohenrode   | weitere Bilder | HA 222  | 555588650 | Landkreis Schaumburg                                      |                            | Position | 128,23           | 2014                |
| Auf dem Knickbrink         |                | HA 019  | 81330     | Landkreis Schaumburg                                      |                            | Position | 5,48             | 1949                |
| Auhagener Schier           |                | HA 037  | 81340     | Landkreis Schaumburg                                      |                            | Position | 13,88            | 1972                |
| Brummershop                |                | HA 101  | 162595    | Landkreis Schaumburg                                      |                            | Position | 13,72            | 1986                |
| Bückeburger Niederung      |                | HA 141  | 162623    | Landkreis Schaumburg                                      |                            | Position | 68,87            | 1989                |
| Hofwiesenteiche            |                | HA 201  | 318555    | Landkreis Schaumburg                                      |                            | Position | 36,17            | 2001                |
| Im Bergkamp                |                | HA 130  | 163852    | Landkreis Schaumburg                                      |                            | Position | 1,91             | 1988                |
| Kameslandschaft            |                | HA 219  | 555546339 | Landkreis Schaumburg                                      |                            | Position | 240,56           | 2011                |
| Kamm des Wesergebirges     | weitere Bilder | HA 210  | 329479    | Landkreis Schaumburg                                      |                            | Position | 450,39           | 2004                |
| Meerbruchswiesen           | weitere Bilder | HA 190  | 318775    | Region Hannover, Landkreis Nienburg, Landkreis Schaumburg |                            | Position | 1003,21          | 1998                |
| Mühlenberg                 |                | HA 215  | 378128    | Landkreis Schaumburg                                      |                            | Position | 4,61             | 2007                |
| Ostenuther Kiesteiche      |                | HA 132  | 164953    | Landkreis Schaumburg                                      |                            | Position | 39,78            | 1988                |
| Teufelsbad                 |                | HA 041  | 82697     | Landkreis Schaumburg                                      |                            | Position | 63,12            | 2012                |
| Tiefe Sohle                |                | HA 167  | 165885    | Landkreis Hameln-Pyrmont, Landkreis Schaumburg            |                            | Position | 15,04            | 1994                |
| Tonstich bei Goldbeck      |                | HA 163  | 165923    | Landkreis Hameln-Pyrmont, Landkreis Schaumburg            |                            | Position | 8,89             | 1994                |
| Walterbachtal              | weitere Bilder | HA 124  | 166165    | Landkreis Hameln-Pyrmont, Landkreis Schaumburg            |                            | Position | 34,78            | 1987                |
| Wietser Teiche             |                | HA 075  | 166309    | Landkreis Schaumburg                                      |                            | Position | 12,54            | 1984                |